# Ritchie Vermeire
Ritchie Vermeire (Antwerpen, 24 juli 1975) is een Belgische reportagemaker en filmregisseur, -schrijver en -producent.

## Levensloop
Vermeire schreef en regisseerde de korte film Rose met collega regisseur Dilgesh Rojbeyani. Het is een film over stamceldonatie. Wereldwijd kreeg deze film 13 prijzen en 43 prijsnominaties. De film is gebaseerd op een waargebeurd verhaal. In 2020 verscheen van hem een documentaire over kunstenaar Jozef Peeters (1895-1960). Vermeire is ook werkzaam als festivaldirecteur van het kortfilmfestival van Kalmthout, een festival met in de jury Sahim Omar Kalifa, Eric Lamens en Fred Van Kuyk. In 2021 werkte hij aan een volgende korte film, over seksueel misbruik en zelfmoord bij jongeren. Hierin spelen Barbara Sarafian, Frank Focketyn en Maxine Janssens de hoofdrollen. Het zou echter zijn eerste langspeelfilm worden. Eind 2020 publiceerde Vermeire een boek met als titel Opnieuw hoop. De biografie speelt zich af vanaf het jaar 1986 tot en met 2020. Hij vertelt hierin over de moeilijke situaties uit zijn leven. Jarenlang werd hij misbruikt, waardoor hij perioden van depressie en zelfmoordgedachten doormaakte.

## Producties (selectie)
- Korte film Kira (producent), 2014
- Kore tfilm Rose (schrijver en regisseur en producent), 2015
- Reportage Stamceltransplantatie (regisseur en producent), 2017
- Documentaire Jeus van moeder Crisje: Een leven in twee werelden (regisseur en producent 2020)
- Documentaire In de schaduw van Jozef Peeters (regisseur en producent) 2020
- Documentaire Paardenwelzijn (regisseur en producent 2021)[12]